# Ancylocranium barkeri
Espèce
Statut de conservation UICN

 DD  : Données insuffisantes
Ancylocranium barkeri est une espèce d'amphisbènes de la famille des Amphisbaenidae.

## Répartition
Cette espèce est endémique de Tanzanie.

## Description
Ce sont des reptiles apodes.

## Liste des sous-espèces
Selon The Reptile Database (24 juil. 2011) :
- Ancylocranium barkeri barkeri Loveridge, 1946
- Ancylocranium barkeri newalae Loveridge, 1962

## Étymologie
Ce genre est nommé en l'honneur de Ronald de la Berre Barker (1889-). La sous-espèce est nommée en référence au lieu de sa découverte, Newala dans la région de Mtwara.

## Publications originales
- Loveridge, 1946 : A new worm-lizard (Ancylocranium barkeri) from Tanganyika Territory. Proceedings of the Biological Society of Washington, vol. 59, p. 73 (texte intégral).
- Loveridge, 1962 : New worm-lizards (Ancylocranium and Amphisbaena) from southeastern Tanganyika territory. Breviora, no 163, p. 1-6 (texte intégral).